# Petterson Novaes
Petterson Novaes Reis (Brasil, 4 de enero de 2004) es un futbolista brasileño que juega como delantero en el F. C. Barcelona Atlètic de la Primera Federación.

## Trayectoria
Comenzó su carrera en el C. R. Flamengo e hizo su debut profesional con el club el 26 de enero de 2022 contra el A. A. Portuguesa. Entró en el minuto 92 sustituyendo a Thiago Fernandes en la victoria del Flamengo por 2-1.

## Estadísticas

### Clubes
Actualizado al último partido disputado el 25 de enero de 2023.
| Club                             | Div.          | Temporada     | Liga  | Liga  | Liga   | Estatal | Estatal | Estatal | Copas nacionales | Copas nacionales | Copas nacionales | Copas internacionales | Copas internacionales | Copas internacionales | Total | Total | Total  |
| Club                             | Div.          | Temporada     | Part. | Goles | Asist. | Part.   | Goles   | Asist.  | Part.            | Goles            | Asist.           | Part.                 | Goles                 | Asist.                | Part. | Goles | Asist. |
| -------------------------------- | ------------- | ------------- | ----- | ----- | ------ | ------- | ------- | ------- | ---------------- | ---------------- | ---------------- | --------------------- | --------------------- | --------------------- | ----- | ----- | ------ |
| C. R. Flamengo · Brasil          | 1.ª           | 2022          | 2     | 0     | 0      | 1       | 0       | 0       | 1                | 0                | 0                | 0                     | 0                     | 0                     | 4     | 0     | 0      |
| C. R. Flamengo · Brasil          | 1.ª           | 2023          | 0     | 0     | 0      | 2       | 0       | 0       | 0                | 0                | 0                | 0                     | 0                     | 0                     | 2     | 0     | 0      |
| C. R. Flamengo · Brasil          | Total club    | Total club    | 2     | 0     | 0      | 3       | 0       | 0       | 1                | 0                | 0                | 0                     | 0                     | 0                     | 6     | 0     | 0      |
| F. C. Barcelona Atlètic · España | 1.ª F         | 2023-24       | 0     | 0     | 0      | ―       | ―       | ―       | ―                | ―                | ―                | —                     | —                     | —                     | 0     | 0     | 0      |
| F. C. Barcelona Atlètic · España | Total club    | Total club    | 0     | 0     | 0      | 0       | 0       | 0       | 0                | 0                | 0                | 0                     | 0                     | 0                     | 0     | 0     | 0      |
| Total carrera                    | Total carrera | Total carrera | 2     | 0     | 0      | 3       | 0       | 0       | 1                | 0                | 0                | 0                     | 0                     | 0                     | 6     | 0     | 0      |